# William George Howard (8e comte de Carlisle)
William George Howard, 8e comte de Carlisle (23 février 1808 - 29 mars 1889) est un ecclésiastique et pair anglais. 

## Jeunesse

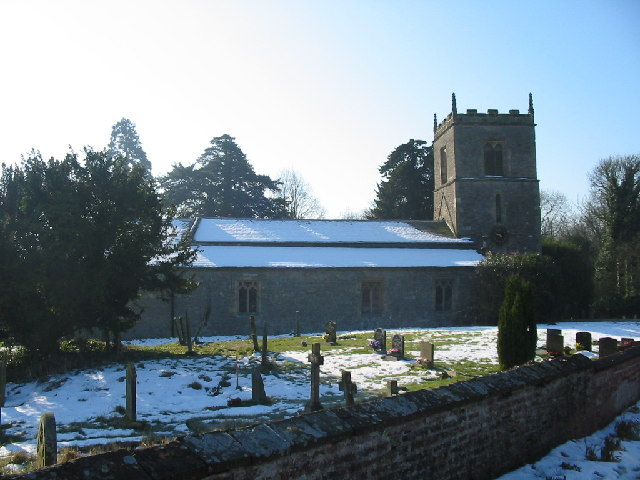
Église de Toussaint, Londesborough

Il est né à Londres le troisième fils de George Howard (6e comte de Carlisle) et de Lady Georgiana Cavendish, fille de William Cavendish (5e duc de Devonshire) et de Lady Georgiana Spencer (la fille aînée de John Spencer (1er comte Spencer)) .
Howard fait ses études au Collège d'Eton et à Christ Church, à Oxford. 

## Carrière
Il est recteur de Londesborough (sous le patronage du comte de Londesborough) dans le Yorkshire de l'Est de 1832 pendant plus de quarante ans jusqu'en 1877, bien qu'à partir de 1866, en raison de l'incapacité mentale de Lord Howard, ses fonctions sont effectués par son remplaçant.
À la mort de son frère aîné George Howard (7e comte de Carlisle) le 5 décembre 1864, il lui succède. Il ne s'est jamais marié. À sa mort, le titre passe à son neveu George Howard (9e comte de Carlisle). 